# Vassili Eroixenko
Vassili Iàkovlevitx Eroixenko (rus: Василий Яковлевич Ерошенко; ucraïnès: Василь Якович Єрошенко) (Obukhiv, 12 de gener de 1890 - 23 de desembre de 1952) va ser un esperantista, viatger escriptor, lingüista i pedagog rus d'origen ucraïnès. Des del 1907 al 1914 va treballar com a violinista a l'orquestra de Moscou per a cecs. Va començar en el moviment esperantista entre 1908 i 1910.
Tot i la seva ceguesa, que va contraure a l'edat de quatre anys causada pel xarampió, Eroixenko va viatjar a través del món gràcies a l'esperanto. El 1912 va fer el primer viatge al Regne Unit, on va estudiar a un institut per a cecs. Allí va conèixer l'anarquista Piotr Kropotkin. Va sentir que els cecs japonesos, sovint, es dedicaven al massatge, i a l'abril de 1914, viatjà al Japó per tal d'estudiar massatge a l'escola de cecs de Tòquio. Allí va difondre l'esperanto entre els alumnes cecs. Després de dos anys va viatjar a Siam i allí va fundar una escola per a cecs. Viatjant a través de l'Índia, va ser fet presoner i expulsat per considerar-lo bolxevic. Durant l'estiu de 1919 va fugir a través de Xangai de nou cap al Japó. Eroixenko va escriure en japonès molts contes per a joves i va guanyar fama entre els literaris moderns japonesos.
El primer de maig de 1921 va prendre part en la manifestació de treballadors i en el congrés de la federació socialista japonesa, Eroixenko va ser arrestat i ràpidament va ser expulsat. Llavors, va anar a la Xina i va viure a Harbin uns tres mesos. Després, des de l'octubre de 1921 fins al febrer de 1922 va treballar a l'institut de llengües de Xangai. Allí va conèixer a l'escriptor xinès Lu Xun, que va traduir una col·lecció de contes d'Eroixenko al xinès. El 1922 va anar a Pequín a donar cursos de literatura russa, d'esperanto i d'altres temes a la universitat de Pequín i a un col·legi femení.

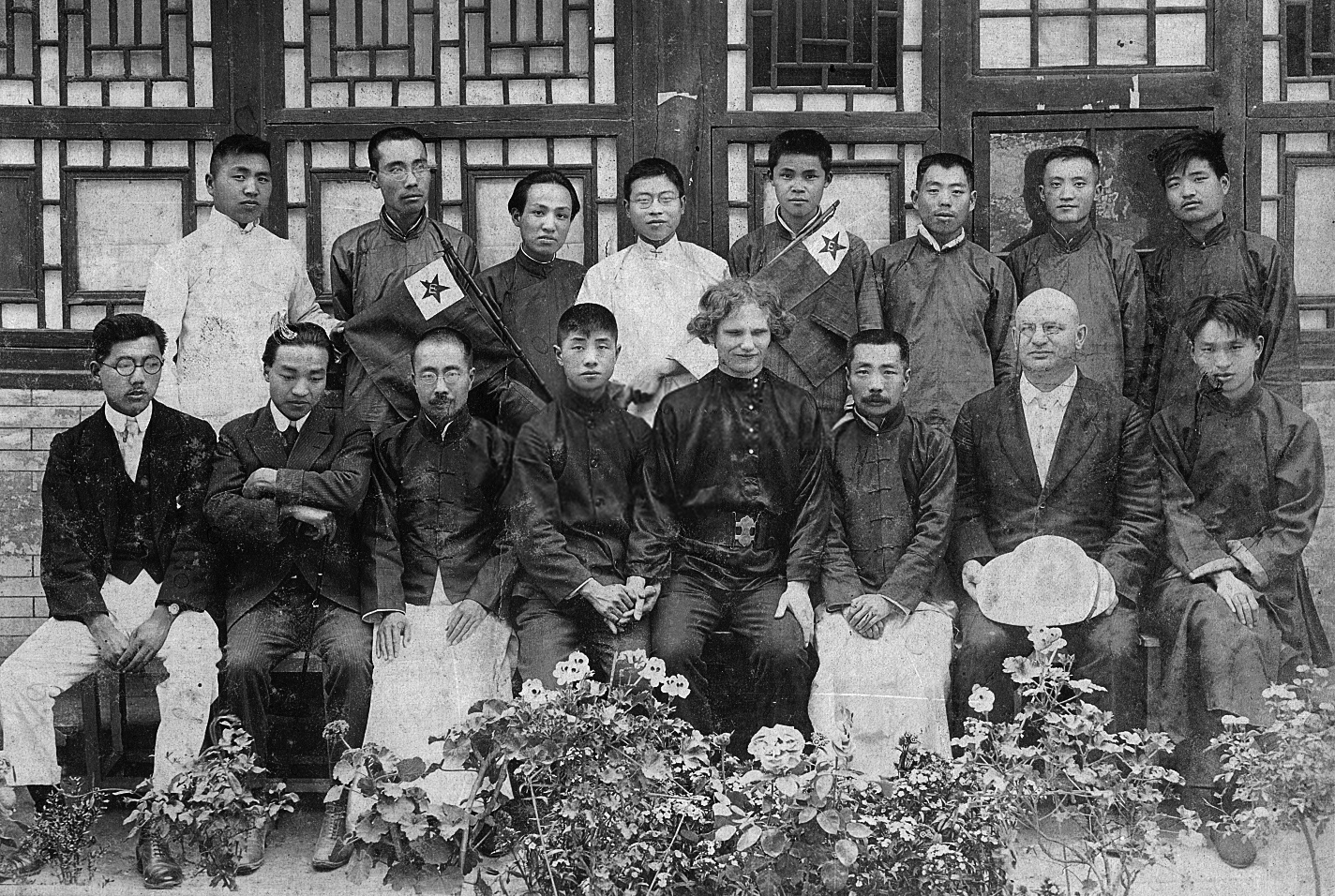
Eroixenko (assegut al mig, 5è des de l'esquerra a la primera fila) amb els seus estudiants d'esperanto a Pequín. Zhou Zuoren i Lu Xun també es poden veure a la fotografia.

El 1922, va participar en el 15è Congrés d'Esperanto a Hèlsinki, Finlàndia. L'any següent, Eroixenko va emigrar de la Xina i va instal·lar-se a Europa. El 1923, en el Congrés Universal a Nuremberg, va guanyar un premi per la seva bona pronúncia recitant el seu poema "Ciganino". El 1924 va participar en el 16è Congrés d'Esperanto a París i en el Congrés d'esperantistes cecs a Viena. Després va tornar a Moscou. Del 1924 al 1927 va treballar com a traductor en la universitat comunista per al poble treballador de l'est. Va traduir obres de Marx, Engels i Lenin al japonès. Del 1929 al 1930 va viatjar a Txukotka, on va crear una escola per nens cecs. El 1932 va treballar a Nijni Nóvgorod com a professor de matemàtiques, Braille i llengua russa, i poc després va tornar a Moscou. El 1935 va fundar la primera escola per a cecs a Serhetabat, Turkmenistan, on va estar-se fins a 1945. Del 1946 al 1948 va treballar de mestre d'anglès a l'escola per a nens cecs de Moscou. Del 1949 al 1951 va viure a Taixkent i el 1952 va tornar a la seva ciutat natal Obukhiv, on va treballar en el seu últim llibre. Allí va morir el 23 de desembre.

## Obres seleccionades
Obres originals en esperanto:
- Turo por fali
- Unu paĝeto el mia lerneja vivo (1923)
- Ĝemo de unu soleca animo
- Rakontoj de velkinta folio

Volums de les Obres escollides de Vassili Eroixenko, a cura de Mine Yositaka: 
- Lumo kaj ombro (en esperanto, escrit en l'estada a la Xina)
- La tundro ĝemas. El vivo de ĉukĉoj (en esperanto)
- Malvasta kaĝo (en japonès, traduït a l'esperanto)
- Stranga kato (en japonès, traduït a l'esperanto)
- La kruĉo de saĝeco (en esperanto, amb una biografia per Mine Yositaka)
- Cikatro de amo (en xinès, traduït a l'esperanto)